# Rupert Davies
Rupert Davies (Liverpool, 22 mei 1916 - Londen, 22 november 1976) was een Engelse acteur. Hij werd het bekendst met de titelrol in een BBC-televisieserie uit de jaren zestig, over Maigret, gebaseerd op de Maigretromans geschreven door Georges Simenon. In 52 afleveringen speelde Davies het personage Maigret.
Van alle acteurs die in films- en op TV ooit de rol van Maigret vertolkten was Davies de favoriet van George Simenon.
Hij noemde hem "de perfecte Maigret", terwijl alle overigen geen genade in zijn ogen konden vinden.
Na zijn dienst in de Britse koopvaardij tijdens de Tweede Wereldoorlog diende hij als een sub-lieutenant observer met de Fleet Air Army. Na te zijn neergeschoten op de Nederlandse kust, werd Davies gevangengenomen in 1942 en geïnterneerd in het beruchte krijgsgevangenenkamp Stalag Luft III. Hij deed drie pogingen om te ontsnappen, maar die mislukten allemaal. Het was tijdens zijn gevangenschap dat hij deel begon te nemen aan theatervoorstellingen voor en met zijn medegevangenen.
Na de oorlog werd Davies medewerker van de Britse televisie in een aantal toneelstukken en series, waaronder Quatermass II, Ivanhoe, Emergency Ward 10, Danger Man, The Champions en Doctor at Large (1971).
Davies speelde ook rollen in vele films, zoals George Smiley in The Spy Who Came in from the Cold (1965). Hij trad ook op in verschillende horrorfilms tegen eind van de jaren zestig, met inbegrip van Witchfinder General (1968) en Dracula Has Risen from the Grave (1968), alsmede producties als Waterloo (1970) en The Zeppelin (1971).
Hij stierf aan kanker in Londen in 1976, waarbij hij een vrouw en twee zoons naliet. Hij is begraven op de begraafplaats van Pistyll, dicht bij Nefyn, Noord-Wales.